# Liam Jegou
Liam Jegou (né le 9 janvier 1996) est un canoéiste de slalom franco-irlandais qui concourt au niveau international depuis 2011,. Il est basé en France mais concourt pour l'Irlande. Il dispute la C1 en individuel et a également concouru en C2 avec Cade Ryan de 2012 à 2014.

## Biographie
Jegou est né à Pabu, en Bretagne, d'une mère irlandaise et d'un père breton. Pendant les deux premières années de sa vie, il grandit en Suisse, avant de déménager à Ballyvaughan, en Irlande, où il passe les cinq années suivantes. À l'âge de sept ans, il déménage avec sa famille à Huningue, en France.
Il remporte une médaille d'argent dans l'épreuve par équipe de C1 aux Championnats d'Europe 2020 à Prague. Il  remporte également deux médailles aux Championnats du monde juniors et U23 de slalom de canoë de l'ICF, avec une d'argent dans la catégorie junior (C1 : 2014 ) et une de bronze dans la catégorie U23 (C1 : 2019 ). Il obtient son meilleur résultat aux Championnats du monde seniors, soit une 24e place, aux Championnats du monde de canoë slalom de l'ICF 2018 à Rio de Janeiro.
Jegou représente l'Irlande dans l' épreuve de C1 aux Jeux olympiques d'été de 2020 à Tokyo, après que l'Irlande a réussi à obtenir une place de quota aux Championnats du monde de slalom en canoë ICF 2019. Liam se qualifie 11e plus rapide pour la demi-finale et termine à la 15e place après avoir encouru 100 secondes de pénalité.
Il représente de nouveau l'Irlande aux Jeux olympiques de Paris, en 2024.

## Podiums individuels en Coupe du monde
| Saison | Date            | Lieu | Position | Événement |
| ------ | --------------- | ---- | -------- | --------- |
| 2020   | 8 novembre 2020 | Pau  | 1er      | C1        |

## Sources
1. ↑  « Liam JEGOU (IRL) », CanoeSlalom.net (consulté le 12 octobre 2019)
2. ↑  (en) « Liam JEGOU », ICF - Planet Canoe, 21 septembre 2019 (consulté le 17 février 2020)
3. ↑  O'Brien, « Olympics-bound Liam Jegou: 'I've always been very proud to be Irish' », 4 février 2021 (consulté le 23 juillet 2021)
4. ↑  Ian O'Riordan, « Liam Jegou ready to make a splash as Olympics finally arrive », The Irish Times,‎ 21 juillet 2021 (lire en ligne, consulté le 23 juillet 2021)
5. ↑  « It would be a dream to race a world cup final in Dublin, it would be insane », the42.ie, 27 janvier 2019 (consulté le 12 octobre 2019)
6. ↑  (ja) « Results (Tokyo Semifinal) » [archive du 26 juillet 2021], Olympics (consulté le 16 août 2021)
7. ↑  (ja) « Results (Tokyo Final) » [archive du 26 juillet 2021], Olympics (consulté le 16 août 2021)